# Equipo Kern Pharma/Saison 2021
Diese Liste beschreibt den Kader und die Siege des Radsportteams Equipo Kern Pharma in der Saison 2021.

## Kader
| Teamkader 2021                             | Teamkader 2021     | Teamkader 2021 | Teamkader 2021                       |
| Name                                       | Geburtsdatum       | Land           | Vorheriges Team                      |
| ------------------------------------------ | ------------------ | -------------- | ------------------------------------ |
| Roger Adrià                                | 18. April 1998     | Spanien        | Lizarte (2019)                       |
| Jon Agirre                                 | 10. September 1997 | Spanien        | Baqué Ideus BH (2019)                |
| Sergio Araiz                               | 29. April 1998     | Spanien        | Lizarte (2019)                       |
| Urko Berrade                               | 28. November 1997  | Spanien        | Euskadi Basque Country-Murias (2019) |
| Jaime Castrillo                            | 13. März 1996      | Spanien        | Movistar Team (2019)                 |
| Francisco Galván                           | 1. Dezember 1997   | Spanien        | Lizarte (2019)                       |
| Carlos García Pierna                       | 23. Juli 1999      | Spanien        | Kometa U23 (2019)                    |
| Raúl García Pierna                         | 23. Februar 2001   | Spanien        | Lizarte (2020)                       |
| Álex Jaime                                 | 29. September 1998 | Spanien        |                                      |
| Jordi López Caravaca                       | 14. August 1998    | Spanien        | Lizarte (2019)                       |
| Diego López                                | 9. Dezember 1997   | Spanien        | Euskaltel-Euskadi (2020)             |
| Martí Márquez                              | 9. Februar 1996    | Spanien        | Lizarte (2019)                       |
| Daniel Méndez Noreña                       | 2. Juni 2000       | Kolumbien      | AV Villas (2019)                     |
| Iván Moreno                                | 27. Mai 1996       | Spanien        | Lizarte (2019)                       |
| Savva Novikov                              | 27. Juli 1999      | Russland       | CCC Development (2020)               |
| José Félix Parra                           | 16. Januar 1997    | Spanien        | Lizarte (2019)                       |
| Vojtěch Řepa                               | 14. August 2000    | Tschechien     | Topforex-Lapierre (2020)             |
| Ibon Ruiz                                  | 30. Januar 1999    | Spanien        | Lizarte (2019)                       |
| Enrique Sanz                               | 11. September 1989 | Spanien        | Euskadi Basque Country-Murias (2019) |
| Danny van der Tuuk                         | 5. November 1999   | Niederlande    | Metec-TKH-Mantel (2020)              |
| Igor Arrieta (1. Aug.–31. Dez., Stagiaire) | 8. Dezember 2002   | Spanien        | Sakana Group-Aralar TT (2020)        |
| Iván Cobo (1. Aug.–31. Dez., Stagiaire)    | 2. Januar 2000     | Spanien        |                                      |
| Pau Miquel (1. Aug.–31. Dez., Stagiaire)   | 20. August 2000    | Spanien        | Lizarte (2021)                       |
|                                            |                    |                |                                      |
| Quelle: ProCyclingStats                    |                    |                |                                      |

## Siege
| Siege    | Siege                        | Siege      | Siege  | Siege            | Siege |
| Datum    | Rennen                       | Staat      | Klasse | Sieger           |       |
| -------- | ---------------------------- | ---------- | ------ | ---------------- | ----- |
| 27. Jun. | Volta ao Alentejo, 6. Etappe | Portugal   | 2.2    | Enrique Sanz     |       |
| 24. Jul. | Tour Alsace, Etappe          | Frankreich | 2.2    | José Félix Parra |       |
| 25. Jul. | Tour Alsace, Gesamtwertung   | Frankreich | 2.2    | José Félix Parra |       |